# Hundsbach
Hundsbach là một đô thị thuộc huyện Bad Kreuznach trong bang Rheinland-Pfalz, phía tây nước Đức. Đô thị Hundsbach có diện tích 7,48 km², dân số thời điểm ngày 31 tháng 12 năm 2006 là 397 người.